# Aviatyrannis
Genre
Espèce
Aviatyrannis est un genre de dinosaure de la super-famille des Tyrannosauroidea découvert en 2000 et classé en 2003. Il vivait au Jurassique, dans l'actuel Portugal.
Il était de petite taille (1,4 m). Son régime, comme tous les Tyrannosauroidea, était carnivore, mais étant donné sa taille, il se nourrissait de petits animaux, lézards comme petits mammifères. 
Aviatyrannis a été classé en 2003 par Rauhut comme un Tyrannosauroidea basal. C'est un des plus anciens représentants connus de cette super-famille, le plus ancien étant Proceratosaurus ou peut-être Iliosuchus.

## Référence
- Oliver W. M. Rauhut., « A tyrannosauroid dinosaur from the Upper Jurassic of Portugal », Palaeontology, vol. 46,‎ 2003, p. 903–910 (DOI 10.1111/1475-4983.00325, lire en ligne)